# Francesc Margenat
Francesc Margenat fou un propietari de terres català. Era l'amo de la majoria de terrenys de l'actual carrer de Margenat de Sabadell, que es va obrir el 1883 en terres del seu besnet, Francesc Margenat i Estrada, nascut a Sarrià, propietari de moltes terres del barri d'Hostafrancs i de la resta de la parròquia de Jonqueres. El de Margenat és el carrer principal d'Hostafrancs, que s'edificà ràpidament amb cases angleses, destinades a lloguer per als immigrants de tot Catalunya que vingueren a treballar de jornalers a la indústria tèxtil del barri. Com que a la majoria de cases no hi havia aigua corrent, la Companyia d'Aigües de Sabadell va instal·lar, el 1919, una font de dues aixetes per al consum domèstic a la cantonada amb el carrer de Perellada.